# Donje Sokolovo (Ribnik)
Pour les articles homonymes, voir Donje Sokolovo.
Donje Sokolovo (en serbe cyrillique : Доње Соколово) est un village de Bosnie-Herzégovine. Il est situé dans la municipalité de Ribnik et dans la république serbe de Bosnie. Selon les premiers résultats du recensement bosnien de 2013, il ne compte aucun habitant.
Après la guerre de Bosnie-Herzégovine et à la suite des accords de Dayton, le territoire du village de Donje Sokolovo, qui faisait partie de la municipalité de Ključ, fédération de Bosnie-et-Herzégovine, a été partiellement rattaché à la municipalité de Ribnik, nouvellement créée et intégrée à la république serbe de Bosnie.

## Démographie

### Évolution historique de la population dans la localité
| 1948 | 1953 | 1961 | 1971 | 1981 | 1991 | 2013 |
| ---- | ---- | ---- | ---- | ---- | ---- | ---- |
| -    | -    | 830  | 920  | 727  | 498  | 0    |

|  |

### Communauté locale
En 1991, Donje Sokolovo faisait partie de la communauté locale de Sokolovo qui comptait 1 570 habitants, répartis de la manière suivante :